# زنبور انجیر
زنبور انجیر، زنبورهایی از بالا خانوادهٔ زنبورهای مسی هستند که مرحلهٔ لاروی خود را در داخل انجیر می‌گذرانند. بیشتر آن‌ها گرده‌افشان هستند و برخی دیگر گیاه‌خوار. غیرگرده‌افشان‌ها به گروه‌های مختلفی از بالاخانوادهٔ زنبورهای مسی متعلق‌اند.